# ロックニン県
ロックニン県（ロックニンけん、ベトナム語：Huyện Lộc Ninh / 縣祿寧?）は、ベトナムビンフオック省の県である。カンボジア側のクラチエ州スヌオルに隣接している。

## 行政区画
以下の1市鎮15社を管轄する。
- ロックニン市鎮（Lộc Ninh / 祿寧）
- ロックアン社（Lộc An / 祿安）
- ロックディエン社（Lộc Điền / 祿田）
- ロックヒエップ社（Lộc Hiệp / 祿協）
- ロックホア社（Lộc Hòa / 祿和）
- ロックフン社（Lộc Hưng / 祿興）
- ロックカイン社（Lộc Khánh / 祿慶）
- ロックフー社（Lộc Phú / 祿富）
- ロッククアン社（Lộc Quang / 祿光）
- ロックタン社（Lộc Tấn / 祿晉）
- ロックタイ社（Lộc Thái / 祿泰）
- ロックタイン社（Lộc Thạnh / 祿𣆭）
- ロックタイン社（Lộc Thành / 祿成）
- ロックティエン社（Lộc Thiện / 祿善）
- ロックティン社（Lộc Thịnh / 祿盛）
- ロックトゥアン社（Lộc Thuận / 祿順）